# 奧格登 (愛荷華州)
奧格登（英語：Ogden）是一個位於美國愛荷華州布恩縣的城市。

## 地理
奧格登的座標為42°02′24″N 94°01′50″W / 42.04000°N 94.03056°W，而該地的平均海拔高度為338米（即1109英尺）。

## 人口
根據2010年美國人口普查的數據，奧格登的面積為3.55平方千米，均為陸地。當地共有人口2044人，而人口密度為每平方千米575人。